# Johannes Lohe
Johannes Lohe (* März 1681 in Solingen; † Februar 1737 in Elberfeld) war Bürgermeister von Elberfeld.
Lohe wurde als Sohn des von Elberfeld nach Solingen verzogenen Apothekers Winand Lohe und dessen Ehefrau Katharina Teschemacher geboren. In Solingen wurde er auch am 31. März 1681 getauft. Mütterlicherseits hatte Lohe zahlreiche Onkel und Cousins, die bereits zuvor Bürgermeister gewesen waren. Er zog wieder von Solingen nach Elberfeld, wo er am 30. November 1707 Maria Margareta von Carnap (1684–1716) heiratete und mit der er zwei Kinder hatte. Nach ihrem frühen Tod heiratete er 1717 Gertrud Üllenberg (1694–1725) in Essen, mit der er drei weitere Kinder hatte. Auch seine zweite Ehefrau starb früh und daher heiratete er 1727 die aus Bergisch Gladbach stammende Maria Helena von Gohr (1685–1735), deren Ehe aber kinderlos blieb.
Lohe arbeitete nach seinem Umzug nach Elberfeld als Kaufmann und wurde 1731, 1732 und 1734 Ratsmitglied in Elberfeld. Im Jahr 1734 wurde er auch zum Bürgermeister vorgeschlagen, konnte sich aber nicht durchsetzen. Erst im zweiten Versuch ein Jahr später wurde er zum Bürgermeister für das Jahr 1735 gewählt. Im Jahr darauf war er turnusgemäß Stadtrichter von Elberfeld. Im Jahr darauf starb er und wurde am 26. Februar 1737 beerdigt.